# Кресфонт
Кресфонт, Кресофо́нт (грец. Κρεσφόντης) — син Аристомаха, брат Темена та Арістодема, праправнук Геракла. Легендарний цар Мессенії в XI ст. до н. е., перший її правитель з роду Гераклідів.
Після завоювання Пелопоннесу Кресфонтові випало правити в Мессенії, котру він розділив на п'ять регіонів — Пілос, Ріон, Месопу та Гіатиміс, приставивши до кожного царя та урівнявши в правах дорійців з мессенійцями. Столицею своєю зробив місто Стениклар, котре було в центрі країни. Таке рішення невдовзі було скасоване ним через незадоволення завойовників, статус міста було залишено лише за Стениклавром, куди зібрали всіх дорійців.
Був одруженим з Меропою, донькою царя Аркадії Кіпсела, з котрою мав кількох дітей, наймолодшим з них був Епіт, котрий і залишився в живих.
За «Енциклопедичним словником Брокгауза та Ефрона» (1898 р.), був убитий, разом з двома старшими синами, власним родичем Поліфонтом, котрий, після вбивства, взяв шлюб з його дружиною. За іншими джерелами, був вбитий синами дружини Меропи від Поліфонта.